# 磺胺西汀
磺胺西汀是一种含氮有机硫化合物，分子式C
12H
14N
4O
3S，能抑制细菌叶酸的生物合成，作为磺胺类短效抗生素使用。